# 韦尔 (洛特省)
韦尔（法語：Vers）是法国洛特省的一个旧市镇，属于卡奥尔区。该市镇总面积17.94平方公里，2009年时的人口为415人。
韦尔已于2017年1月1日起和相邻的圣热里合并成为圣热里-韦尔（法語：Saint-Géry-Vers）

## 人口
韦尔人口变化图示